# Transports dans la Haute-Vienne
Les transports dans le département français de la Haute-Vienne sont en grande partie polarisés par Limoges, la principale ville du département et de l'ancienne région Limousin. Limoges est un important carrefour routier, entre l'autoroute A20 et trois routes nationales, et ferroviaire, à la convergence de huit lignes de chemin de fer.
À une échelle nationale et européenne, en revanche, la Haute-Vienne est éloignée des principaux axes de transport. Le sentiment d'isolement du département explique l'intérêt qu'a suscité le projet de LGV Poitiers-Limoges — projet abandonné au profit d'une amélioration de la « ligne POLT » — et les subventions accordées par les collectivités locales à certaines liaisons aériennes au départ de l'aéroport de Limoges-Bellegarde.

## Transport routier

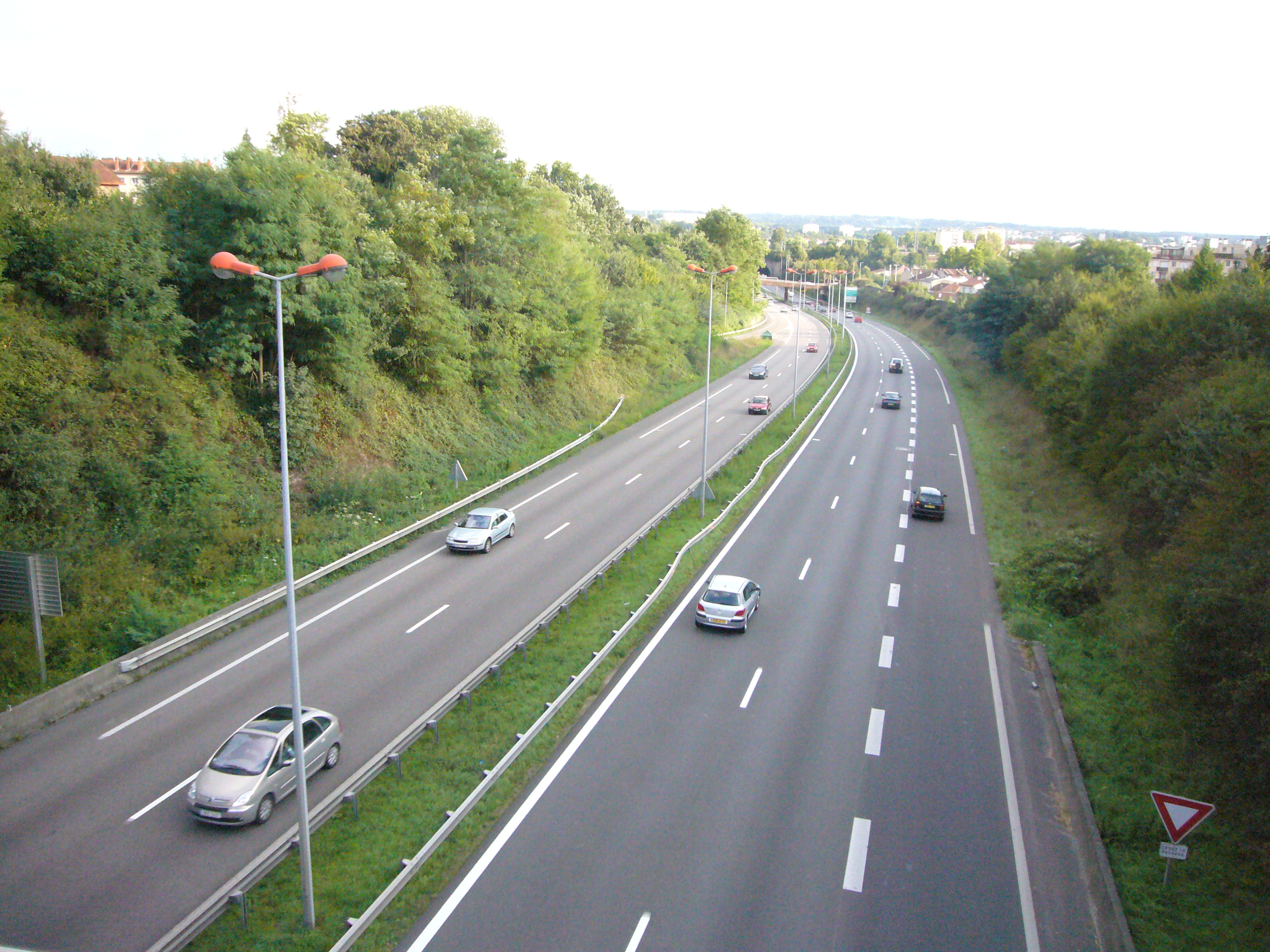
L'autoroute A20 au niveau de Limoges.

### Infrastructures routières
L'autoroute A20, axe gratuit en partie créé par élargissements successifs de la route nationale 20, est la seule autoroute du département : elle permet notamment de relier Paris à Toulouse, via Limoges.
Trois routes nationales —  conservées dans le réseau routier national après les déclassements de 2006 — convergent à Limoges : la route nationale 21 conduit à Périgueux et Agen, la route nationale 141 (en partie aménagée à 2x2 voies) mène à Angoulême et la route nationale 147 se dirige vers Poitiers. Ces routes sont reliées par la route nationale 520 qui forme un contournement partiel de Limoges.
La Route Centre-Europe Atlantique (RCEA), qui arrive de la Creuse à 2x2 voies sous le nom de route nationale 145, se divise dans la Haute-Vienne en plusieurs branches : la branche nord-ouest rejoint à Bellac la RN 147 vers Poitiers et Nantes, tandis que la branche sud-ouest se dirige vers Angoulême et Bordeaux. Si le tracé de cette dernière branche est officiellement dévié par Limoges et la RN 141 depuis 2006, une part du trafic emprunte l'itinéraire par Bellac et Confolens, plus direct.

### Transport collectif de voyageurs
La Haute-Vienne est desservie par le réseau des cars régionaux Nouvelle-Aquitaine, qui compte une quarantaine de lignes dans le département.

## Transport ferroviaire

### Historique

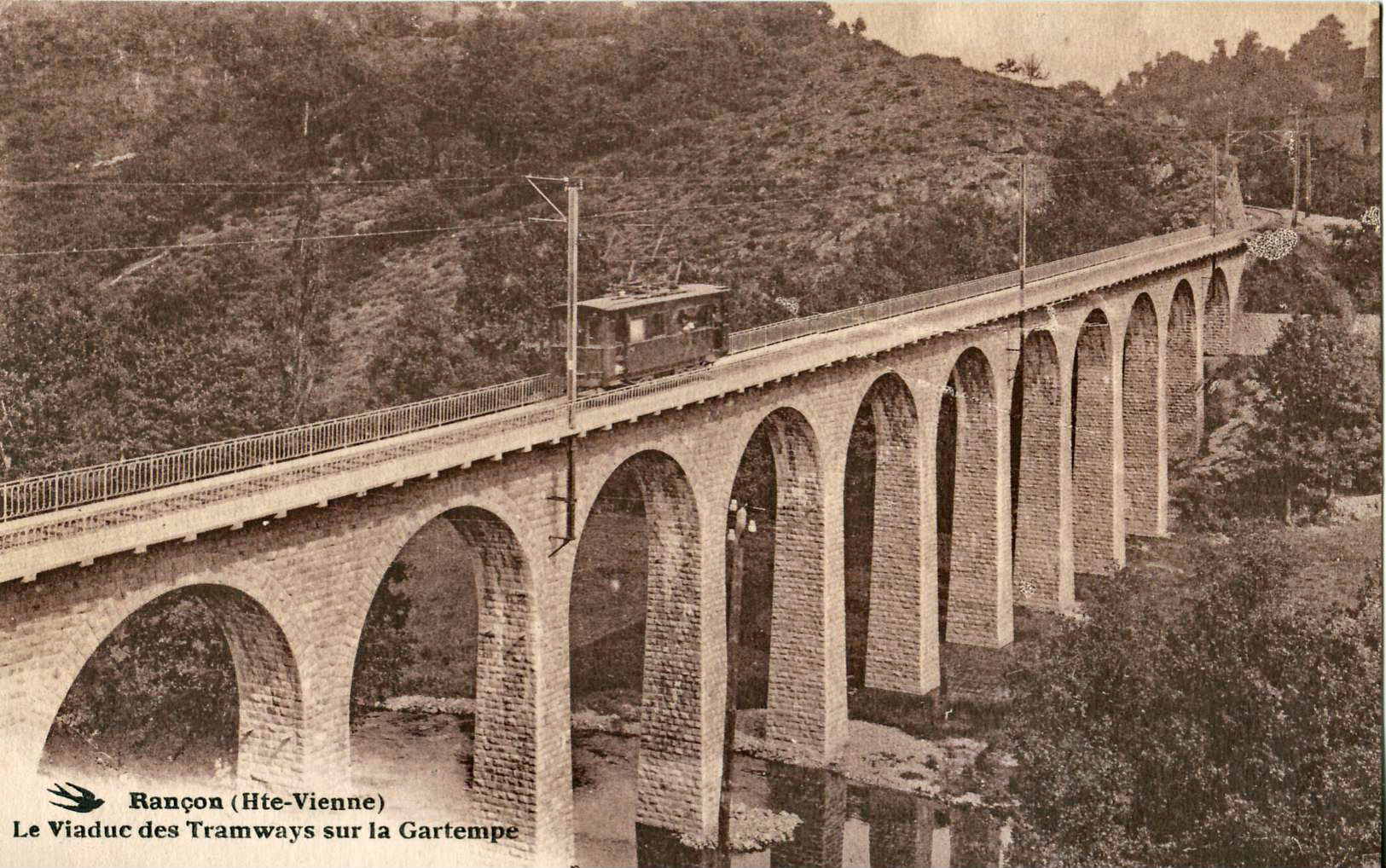
Un tramway des Chemins de fer départementaux de la Haute-Vienne franchit le viaduc de Rancon sur la Gartempe, dans les années 1910.

La première ligne de chemin de fer a ouvert dans le département en 1856, entre Argenton-sur-Creuse et Limoges ; elle prolonge depuis Argenton une ligne arrivant de Paris. Le réseau d’intérêt général a principalement été développé par la Compagnie du chemin de fer de Paris à Orléans (PO). À la fin du XIXe siècle, le chemin de fer d’intérêt général atteignait la plupart des villes et bourgs du département, dont Aixe-sur-Vienne, Ambazac, Bellac, Châteauponsac, Le Dorat, Eymoutiers, Limoges, Magnac-Bourg, Nexon, Oradour-sur-Vayres, Rochechouart, Saint-Junien, Saint-Léonard-de-Noblat et Saint-Yrieix-la-Perche.
Juste avant la Première Guerre mondiale, un réseau de chemins de fer d’intérêt local est créé pour compléter le réseau d'intérêt général. Il est exploité par les Chemins de fer départementaux de la Haute-Vienne sous forme de tramway électrique. Ce réseau, qui desservait notamment Bussière-Poitevine, Châteauneuf-la-Forêt, Mézières-sur-Issoire, Oradour-sur-Glane, Peyrat-le-Château, Razès, Saint-Mathieu et Saint-Sulpice-les-Feuilles, disparaît après la Seconde Guerre mondiale.
La ligne des Aubrais - Orléans à Montauban-Ville-Bourbon est l'une des premières grandes radiales électrifiées en France, dès 1935 dans la Haute-Vienne. Mais parallèlement à l'amélioration des performances de cette ligne — la première parcourue à 200 km/h, par Le Capitole en 1967 — quelques lignes secondaires ferment, même si la Haute-Vienne sera moins touchée que d'autres départements par les vagues de fermetures de lignes qui se succèdent en France entre les années 1930 et les années 1970.
Dans les années 1980 à 2010, la Haute-Vienne reste exclue du développement du réseau TGV en France. Après l'abandon du projet de LGV Poitiers-Limoges, les collectivités locales et l’État se tournent à la fin des années 2010 vers le renouvellement des infrastructures vieillissantes de la ligne POLT — dont les performances ont diminué depuis les années 1980 — et le remplacement du matériel roulant Corail par de nouvelles rames Oxygène.
|                                             |
| Le réseau ferroviaire à son apogée en 1930. |

|                                     |
| Le réseau ferroviaire de nos jours. |

|                                                    |
| Carte animée de l’évolution du réseau ferroviaire. |

### Situation actuelle

La gare de Limoges-Bénédictins, principale gare du département, est un monument historique inscrit, inauguré en 1929.

La principale gare de voyageurs du département est la gare de Limoges-Bénédictins, avec une fréquentation annuelle de 1 590 000 voyageurs en 2019. Aucune autre gare de la Haute-Vienne ne dépasse les 62 000 voyageurs.
La Haute-Vienne est traversée par la ligne des Aubrais - Orléans à Montauban-Ville-Bourbon, couramment appelée « ligne POLT » (pour Paris-Orléans-Limoges-Toulouse). À double voie électrifiée, cette ligne voit circuler des trains Intercités, des trains de fret et des TER Nouvelle-Aquitaine.
Limoges est au centre d'une étoile ferroviaire à huit branches, qui, à l'exception des deux branches de la « ligne POLT », sont à voie unique, non-électrifiées et parcourues principalement par des trains TER Nouvelle-Aquitaine. Ces huit branches relient Limoges à :
- La Souterraine, Châteauroux et Paris (ligne des Aubrais - Orléans à Montauban-Ville-Bourbon),
- Guéret et Montluçon (ligne de Montluçon à Saint-Sulpice-Laurière),
- Eymoutiers et Ussel (ligne du Palais à Eygurande - Merlines),
- Brive-la-Gaillarde et Toulouse (ligne des Aubrais - Orléans à Montauban-Ville-Bourbon),
- Saint-Yrieix-la-Perche (ligne de Nexon à Brive-la-Gaillarde),
- Périgueux et Bordeaux (ligne de Limoges-Bénédictins à Périgueux),
- Saint-Junien et Saillat-Chassenon (ligne de Limoges-Bénédictins à Angoulême),
- Bellac et Poitiers (ligne du Dorat à Limoges-Bénédictins).

## Transport aérien
L'aéroport de Limoges-Bellegarde est l'un des principaux aéroports du Centre-Ouest de la France. Il est notamment relié à plusieurs aéroports britanniques par les compagnies à bas coût easyJet et Ryanair.
Le petit aérodrome de Saint-Junien, en revanche, n'est destiné qu'à l'aviation légère de tourisme et de loisirs.

## Transports en commun urbains et périurbains

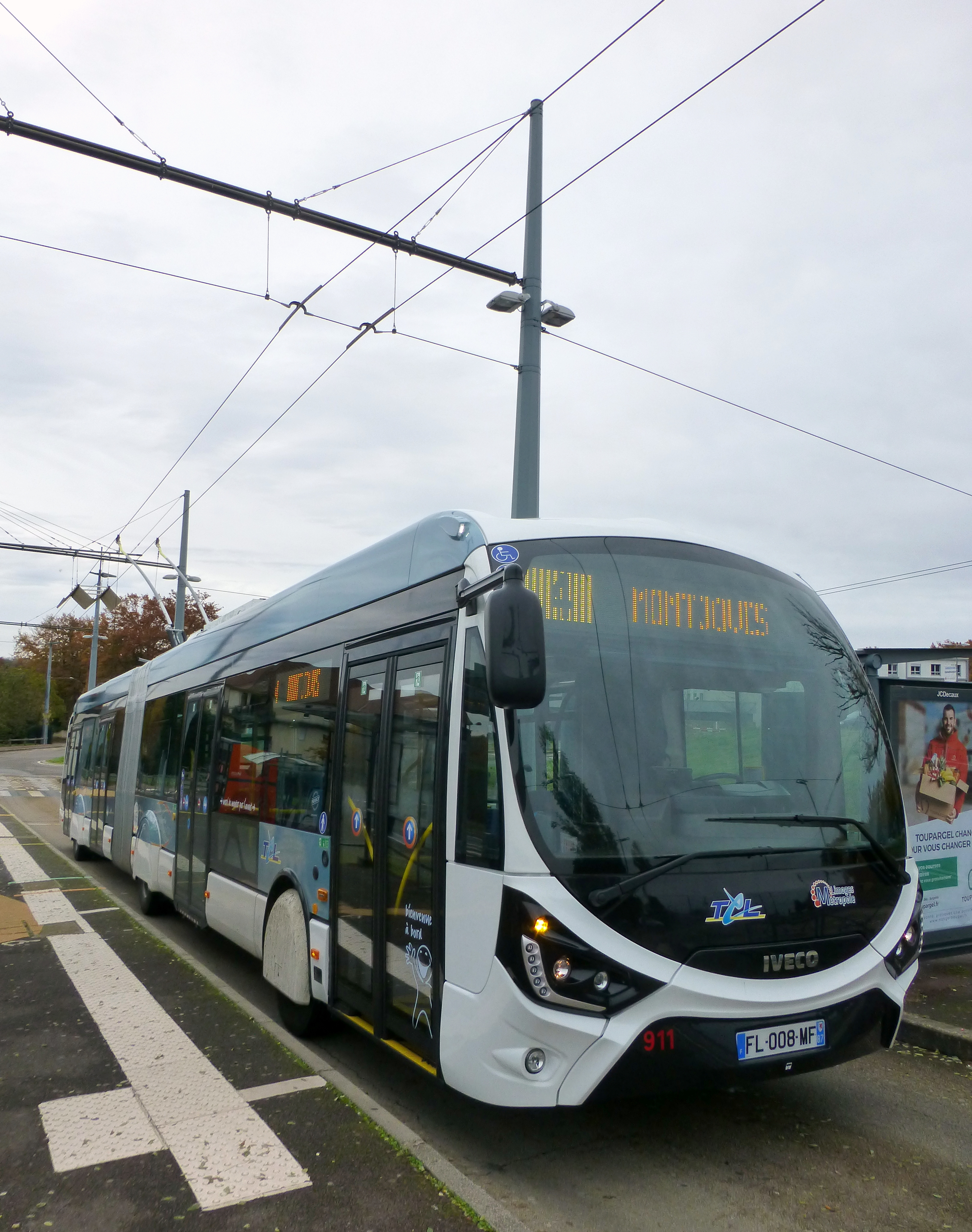
Un trolleybus Iveco Crealis à la station Pôle Saint-Lazare du réseau de Limoges.

Limoges Métropole est la seule autorité organisatrice de la mobilité du département. Elle organise dans son ressort territorial un réseau de transport basé principalement sur le trolleybus — dont elle est l'un des derniers utilisateurs en France — et l'autobus, qui totalisent une trentaine de lignes commerciales. Un service de transport de personnes à mobilité réduite (TPMR) et un service de transport à la demande complètent l'offre de transport.
Avant son remplacement par le trolleybus, le tramway de Limoges circulait dans la ville entre 1897 et 1951.

## Modes actifs
Le département est traversé par plusieurs voies vertes, véloroutes et sentiers de grande randonnée.